# Senozan
Senozan est une commune française située dans le département de Saône-et-Loire, en région Bourgogne-Franche-Comté.

## Géographie
Le village de Senozan dispose d'un petit centre-ville, où rues et ruelles tissent leurs liens autour d'une place arborée de platanes. L'église en est le site le plus élevé ; l'hôtel de ville, après avoir été abrité dans l'école publique du village jusqu'en 1983, est installé dans l'ancienne boulangerie café qui succédait à une sorte de relais de poste. Ce grand bâtiment à la poutraison ancestrale accueille désormais les salles municipales et les pompiers.
La gare de Senozan sur la ligne de Paris-Lyon à Marseille-Saint-Charles est située sur la commune. C'est une halte voyageurs de la Société nationale des chemins de fer français (SNCF) du réseau TER Bourgogne, desservie par des trains express régionaux.

### Communes limitrophes
|               | La Salle Vers Tournus et Chalon-sur-Saône   | Boz (Ain)                |
| Vers Cluny    | Senozan                                     | Asnières-sur-Saône (Ain) |
| Charbonnières | Saint-Martin-Belle-Roche Vers Mâcon et Lyon |                          |

### Hydrographie
La Saône coule en contrebas de la commune.

### Climat
Pour des articles plus généraux, voir Climat de la Bourgogne-Franche-Comté et Climat de Saône-et-Loire.
En 2010, le climat de la commune est de type climat océanique dégradé des plaines du Centre et du Nord, selon une étude du Centre national de la recherche scientifique s'appuyant sur une série de données couvrant la période 1971-2000. En 2020, Météo-France publie une typologie des climats de la France métropolitaine dans laquelle la commune est exposée à un climat semi-continental et est dans la région climatique Bourgogne, vallée de la Saône, caractérisée par un bon ensoleillement (1 900 h/an), un été chaud (18,5 °C), un air sec au printemps et en été et des vents faibles.
Pour la période 1971-2000, la température annuelle moyenne est de 11,6 °C, avec une amplitude thermique annuelle de 18,1 °C. Le cumul annuel moyen de précipitations est de 861 mm, avec 10,7 jours de précipitations en janvier et 7,5 jours en juillet. Pour la période 1991-2020, la température moyenne annuelle observée sur la station météorologique de Météo-France la plus proche, « Mâcon », sur la commune de Charnay-lès-Mâcon à 11 km à vol d'oiseau, est de 12,3 °C et le cumul annuel moyen de précipitations est de 833,7 mm. 
La température maximale relevée sur cette station est de 39,8 °C, atteinte le 13 août 2003 ; la température minimale est de −21,4 °C, atteinte le 15 février 1956,,.
Les paramètres climatiques de la commune ont été estimés pour le milieu du siècle (2041-2070) selon différents scénarios d'émission de gaz à effet de serre à partir des nouvelles projections climatiques de référence DRIAS-2020. Ils sont consultables sur un site dédié publié par Météo-France en novembre 2022.

## Urbanisme

### Typologie
Au 1er janvier 2024, Senozan est catégorisée ceinture urbaine, selon la nouvelle grille communale de densité à sept niveaux définie par l'Insee en 2022.
Elle appartient à l'unité urbaine de Saint-Martin-Belle-Roche, une agglomération intra-départementale regroupant deux  communes, dont elle est une commune de la banlieue,,. Par ailleurs la commune fait partie de l'aire d'attraction de Mâcon, dont elle est une commune de la couronne,. Cette aire, qui regroupe 105 communes, est catégorisée dans les aires de 50 000 à moins de 200 000 habitants,.

### Occupation des sols
L'occupation des sols de la commune, telle qu'elle ressort de la base de données européenne d’occupation biophysique des sols Corine Land Cover (CLC), est marquée par l'importance des territoires agricoles (59,5 % en 2018), en diminution par rapport à 1990 (61,7 %). La répartition détaillée en 2018 est la suivante : terres arables (49,6 %), zones urbanisées (14,1 %), forêts (13 %), prairies (9,8 %), zones industrielles ou commerciales et réseaux de communication (6,9 %), eaux continentales (6,5 %), zones agricoles hétérogènes (0,1 %). L'évolution de l’occupation des sols de la commune et de ses infrastructures peut être observée sur les différentes représentations cartographiques du territoire : la carte de Cassini (XVIIIe siècle), la carte d'état-major (1820-1866) et les cartes ou photos aériennes de l'IGN pour la période actuelle (1950 à aujourd'hui).

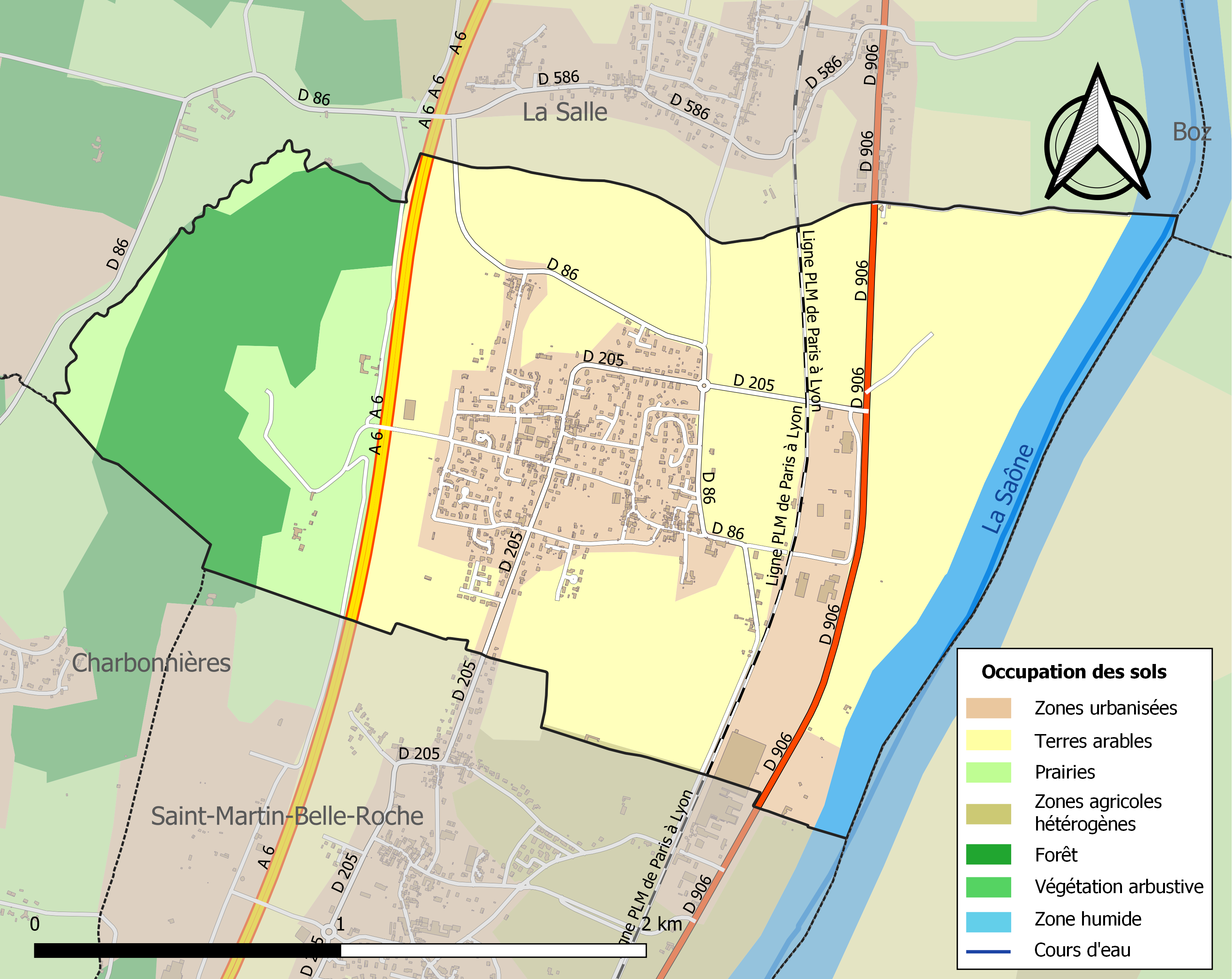
Carte des infrastructures et de l'occupation des sols de la commune en 2018 (CLC).

## Toponymie
Les habitants, selon les anciens, s'appellent les Paquenas, on parle aussi de Paquenards et Paquenardes. Ce nom viendrait des bergers qui allaient faire paître leurs chèvres dans les pâturages, appelés à l'époque des Pâquis.[réf. nécessaire]

## Histoire
Le château de Senozan, comme celui de Lugny, a été détruit par le feu au début de la Révolution française, durant la « Grande Peur » qui sévit en Mâconnais ; certaines bâtisses sont toujours visibles. Ce château appartenait à cette époque au frère de Charles-Maurice de Talleyrand-Périgord, évêque d'Autun puis ministre des Affaires étrangères de Napoléon Ier et de Louis XVIII. Avant cela, il appartint à de nombreux propriétaires successifs, notamment, au XVIe siècle, à Françoise de Maréschal.
1793 : Saint-Pierre-de-Senozan, dans le contexte révolutionnaire, change de nom et devient Senozan. Un nom que la commune porte encore de nos jours, à l'instar de quatre autres communes du département de Saône-et-Loire qui, comme Senozan, ont conservé leur nom révolutionnaire.

### Patrimoine
L'église Saint-Pierre de Senozan datant de 1729 est classée aux monuments historiques. Elle renferme des boiseries et de magnifiques peintures murales du XVIIIe en cours de restauration. Cette église est une des plus belles et une des plus riches du département et sans doute de la région.

## Politique et administration

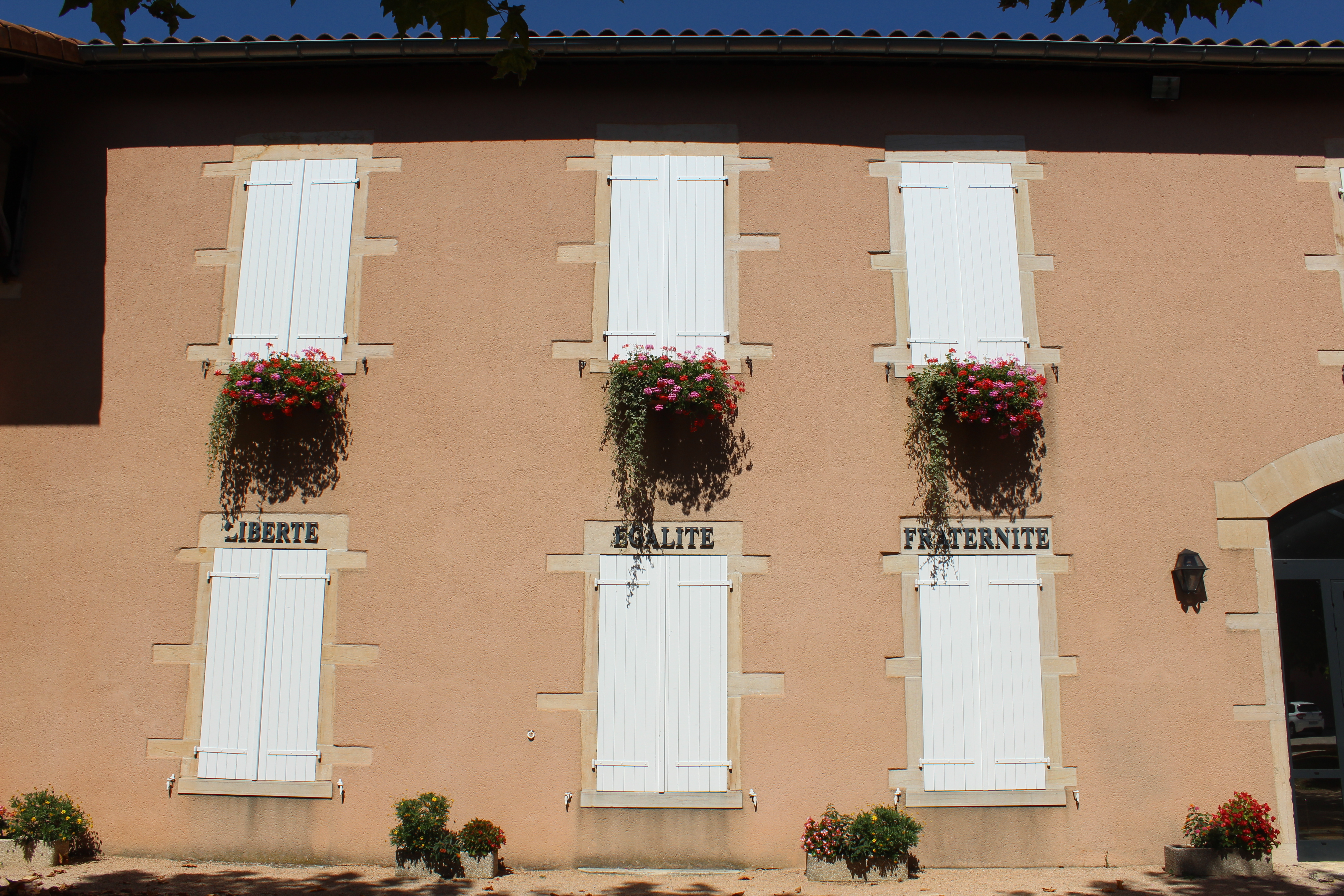
Mairie.

| Période                                  | Période   | Identité           | Étiquette | Qualité              |
| ---------------------------------------- | --------- | ------------------ | --------- | -------------------- |
| mars 1971                                | mars 1983 | Raymond Gaillardon | SE        | agriculteur          |
| mars 1983                                | mars 2001 | Philippe Viardot   | SE        |                      |
| mars 2001                                | mars 2014 | Joëlle Sandon      | SE        |                      |
| mars 2014                                | en cours  | Vincent Faguet     | DVD       | acheteur négociateur |
| Les données manquantes sont à compléter. |           |                    |           |                      |

## Démographie

Les vignobles du Mâconnais.

L'évolution du nombre d'habitants est connue à travers les recensements de la population effectués dans la commune depuis 1793. Pour les communes de moins de 10 000 habitants, une enquête de recensement portant sur toute la population est réalisée tous les cinq ans, les populations de référence des années intermédiaires étant quant à elles estimées par interpolation ou extrapolation. Pour la commune, le premier recensement exhaustif entrant dans le cadre du nouveau dispositif a été réalisé en 2005.

En 2022, la commune comptait 1 132 habitants, en évolution de +0,98 % par rapport à 2016 (Saône-et-Loire : −1,06 %, France hors Mayotte : +2,11 %).
| 1793 | 1800 | 1806 | 1821 | 1831 | 1836 | 1841 | 1846 | 1851 |
| ---- | ---- | ---- | ---- | ---- | ---- | ---- | ---- | ---- |
| 557  | 521  | 525  | 392  | 390  | 487  | 492  | 494  | 508  |

| 1856 | 1861 | 1866 | 1872 | 1876 | 1881 | 1886 | 1891 | 1896 |
| ---- | ---- | ---- | ---- | ---- | ---- | ---- | ---- | ---- |
| 486  | 536  | 518  | 485  | 485  | 463  | 486  | 489  | 478  |

| 1901 | 1906 | 1911 | 1921 | 1926 | 1931 | 1936 | 1946 | 1954 |
| ---- | ---- | ---- | ---- | ---- | ---- | ---- | ---- | ---- |
| 456  | 440  | 419  | 382  | 352  | 355  | 353  | 302  | 347  |

| 1962 | 1968 | 1975 | 1982 | 1990 | 1999 | 2005  | 2006  | 2010  |
| ---- | ---- | ---- | ---- | ---- | ---- | ----- | ----- | ----- |
| 412  | 448  | 601  | 777  | 894  | 918  | 1 077 | 1 096 | 1 109 |

| 2015  | 2020  | 2022  | - | - | - | - | - | - |
| ----- | ----- | ----- | - | - | - | - | - | - |
| 1 119 | 1 128 | 1 132 | - | - | - | - | - | - |

## Population et société

### Enseignement

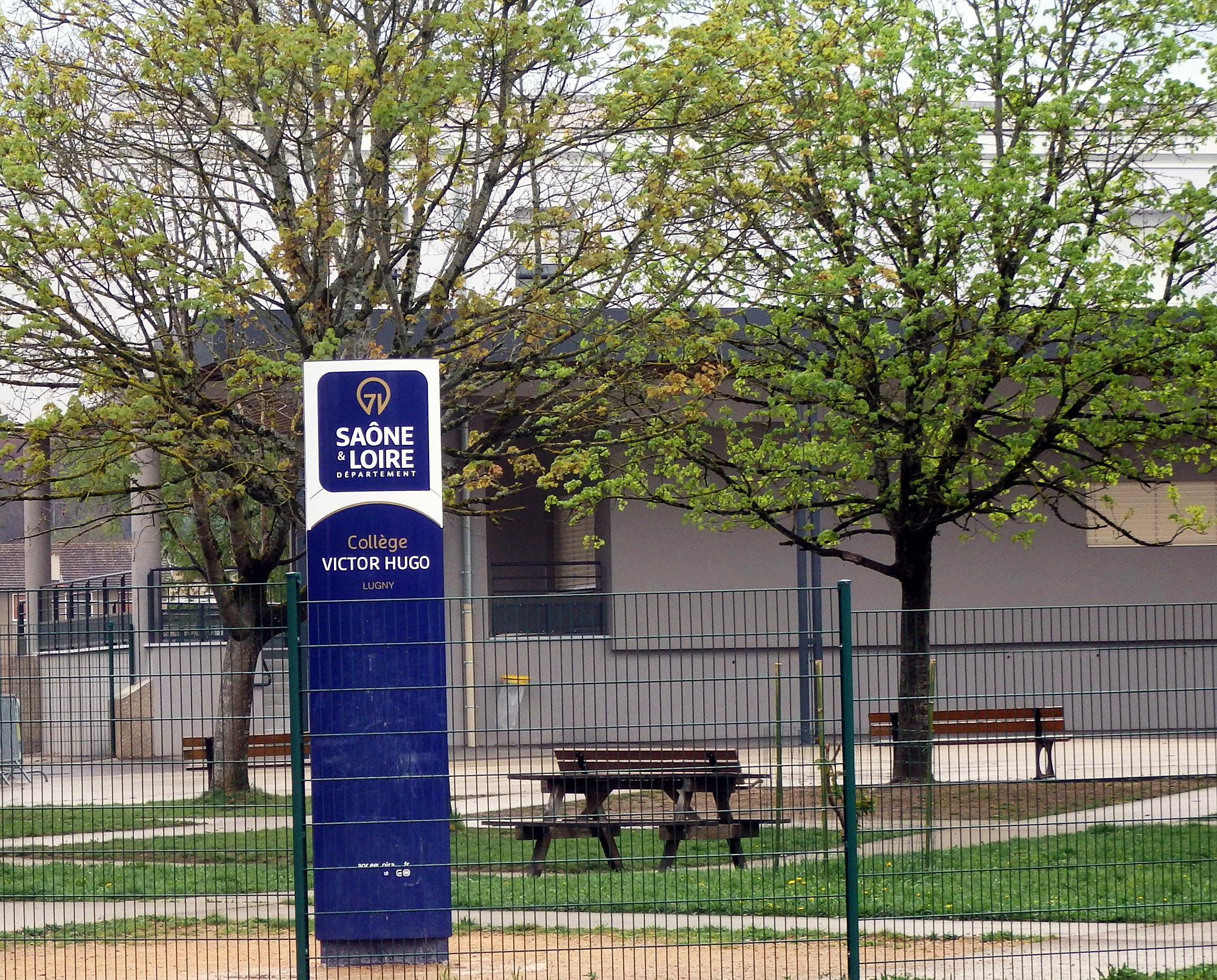
Le collège public Victor-Hugo de Lugny, entré en service en 1977 et dont la carte scolaire s'étend à 19 communes.

Pour l'enseignement secondaire, Senozan, avec dix-huit autres communes, relève de la carte scolaire du collège « Victor Hugo » de Lugny.

### Culte
Senozan appartient à l'une des sept paroisses composant le doyenné de Mâcon (doyenné relevant du diocèse d'Autun) : la paroisse Notre-Dame-des-Coteaux en Mâconnais, paroisse qui a son siège à Lugny et qui regroupe la plupart des villages du Haut-Mâconnais.

### USSMS - Union Sportive Saint-Martin Senozan
Le club de football de l'USSMS fut créé en 1963. Le club compte près de 150 enfants, seniors et dirigeant lors de la saison 2011-2012. L'équipe fanion évolue en Promotion de District. La réserve quant à elle évolue en Deuxième division et l'équipe C est en Quatrième division.

## Culture locale et patrimoine

### Lieux et monuments
Sont à voir à Senozan :
- à proximité du centre-ville, l'ancien château de la « Dame » de Senozan ;
- l'église Saint-Pierre construite au début du XVIIIe siècle, édifice consacré du diocèse d'Autun, relevant de la paroisse Notre-Dame-des-Coteaux-en-Mâconnais (Lugny) ;
- deux lavoirs.

## Pour approfondir